# Henryk Dziedzicki

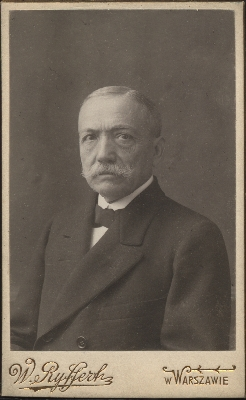
Henryk Dziedzicki

Henryk Daniel Robert Dołęga Dziedzicki (ur. 15 lipca 1847 w Warszawie, zm. 12 marca 1921 tamże) – polski biolog, entomolog, lekarz.

## Życiorys
Syn Adama i Marianny z domu Jendl. W 1868 ukończył gimnazjum w Łomży. Studiował medycynę w Szkole Głównej Warszawskiej oraz w Cesarskim Uniwersytecie Warszawskim. W latach 1872–1873 wziął udział w wyprawie do Egiptu, finansowanej i kierowanej przez Aleksandra Branickiego. 28 września 1874 otrzymał tytuł doktora medycyny UW.
Członek czynny Towarzystwa Naukowego Warszawskiego, członek Towarzystw Entomologicznych w Petersburgu, Berlinie i Wiedniu. Siostra H. Dziedzickiego wyszła za mąż za Jana Sznabla vel Schnabla, również entomologa.
Przeprowadził rewizje systematyki owadów dwuskrzydłych, szczególnie rodziny Mycetophylidae uwzględniając po raz pierwszy szczegółowe różnice w budowie aparatu kopulacyjnego. Opisał około 120 nowych gatunków muchówek z rodziny Mycetophylidae oraz dwa nowe rodzaje Heteropygium i Allophallus.
Jego imieniem nazwano gatunki: Helophilus henricii Schnabl, Phronia dziedzickii Lundst., Sciophila dziedzickii Edw., Paraneurotelia dziedzickii Landr. oraz rodzaj – Dziedzickia.
Jest pochowany na cmentarzu Powązkowskim (kwatera 156-4-10/11).

## Prace
- Przyczynek do fauny owadów dwuskrzydłych ... (1884–1889)
- Die Anthomyiden (1909)
- Zur Monographie der Gattung Rymosia (1909)
- Atlas organów rozrodczych (hypopygium) typów Winnertza i gatunków znajdujących się w jego zbiorze mycetophylidów (1915)
- Przegląd gatunków europejskich rodzaju Antella Winnertz oraz opis dwu nowych rodzajów: Heteropygium i Allophallus (1923)